# Буферный усилитель
Бу́ферный усилитель в электронике — усилитель, предназначенный для согласования выходного сопротивления источника сигнала с входным сопротивлением нагрузки.
Буферный усилитель напряжения понижает выходное сопротивление источника, в идеале являясь генератором напряжения с нулевым выходным сопротивлением. Выходное напряжение такого усилителя, как правило, равно входному; такие буферные усилители называют повторителями. В простейшем случае эмиттерного повторителя выходное напряжение даже несколько меньше входного.
Буферный усилитель тока, напротив, повышает выходное сопротивление относительно низкоомного источника — в идеале, до бесконечности, при этом буферный усилитель тока является генератором тока. Если выходной ток такого устройства (управляемого генератора тока) равен входному, его называют повторителем тока (в частных случаях — токовым зеркалом).
Буферные усилители и напряжения, и тока (в том числе повторители) усиливают мощность. На практике под словосочетанием буферный усилитель чаще всего понимается именно буферный усилитель напряжения.
В зависимости от требуемого диапазона выходных токов и напряжений, буферные усилители могут строиться
- на дискретных транзисторах или лампах;
- на операционных усилителях общего назначения;
- на специализированных ИС буферных усилителей.